# آلپاین (یوتا)
آلپاین (به انگلیسی: Alpine) شهری در ایالت یوتا کشور ایالات متحده آمریکا است که جمعیت آن در سرشماری سال ۲۰۱۰ میلادی، ۹٬۵۵۵ نفر بوده‌است.